# Дымчатый мангобей
Дымчатый мангобей, или закопченный мангобей (лат. Cercocebus atys) — вид обезьян семейства мартышковых отряда приматов, один из видов рода Мангабеи.

## Классификация
Выделяют два подвида этого мангабея, которые, возможно, являются отдельными видами. Оба подвида ранее входили в состав вида беловоротничковый мангабей.
- Cercocebus atys atys (к западу от реки Сасандра)
- Cercocebus atys lunulatus (к востоку от реки Сасандра)

## Описание
Среднего размера примат с очень длинным хвостом. Шерсть тёмно-серая, брюхо несколько светлее, конечности более тёмные. Морда относительно длинная, с бакенбардами. Кожа на морде чёрная, кроме верхних век, которые белого цвета. Подвид C. a. lunulatus имеет «воротник» из белой шерсти на шее. Длина тела самцов от 47 до 67 см, самок от 45 до
60 см. Вес самцов от 7 до 12 кг, самок от 4,5 до 7 кг.

## Поведение
Населяют как первичные, так и вторичные леса. Также встречаются в болотистых лесах и мангровых зарослях. Проводят почти всё время на деревьях. Активны днём. Всеядны. В рационе в основном фрукты и семена, также включают в рацион небольших животных. Образуют небольшие группы от 4 до 12 животных, однако иногда сбиваются в стаи, насчитывающие до 95 особей.

## Болезни
Эти приматы могут быть заражены одним из штаммов вируса иммунодефицита обезьян ВИО(smm). Считается, что вирус иммунодефицита человека ВИЧ-2 был получен людьми именно от этих приматов, тогда как ВИЧ-1 был получен людьми от шимпанзе.
Чёрные мангабеи, наравне с людьми, шимпанзе и макаками-крабоедами, могут страдать проказой.

## Распространение
Населяют леса Западной Африки от Сенегала на восток до Ганы.

## Статус популяции
Главные угрозы популяции — охота и разрушение среды обитания. Международный союз охраны природы присвоил этому виду охранный статус «Уязвимый» (англ. Vulnerable). По данным на 2008 год численность популяция сократилась на 30 % за 27 лет (три поколения). Особенно уязвим подвид C. a. lunulatus